# Fou

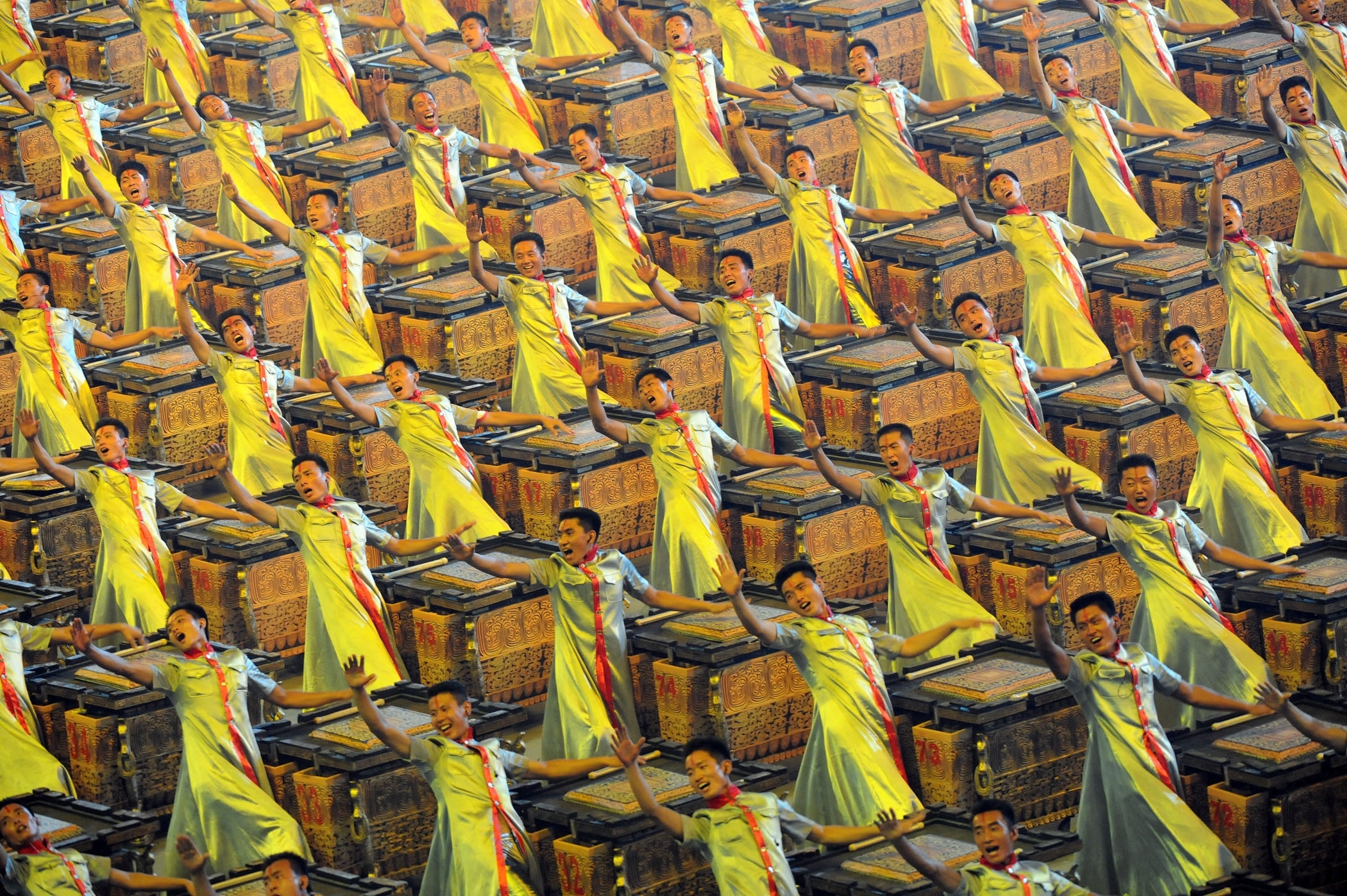
Percussionistas tocaram fous na cerimônia de abertura dos Jogos Olímpicos de Verão de 2008.

O fou (chinês tradicional: 缶 ou 缻; pinyin: fǒu) é o mais antigo e tradicional instrumento musical chinês, formado por um vaso de barro ou bronze e tocado com uma baqueta. Sua origem está relacionada às dinastias Xia ou Shang, quando era usado em rituais. Mais tarde, foi usado em rituais confucionistas.
O instrumento apareceu na cerimônia de abertura dos Jogos Olímpicos de Verão de 2008, quando foi apresentado um número com dois mil e oito percussionistas.